# William Larsson
Carl Wilhelm (William) Larsson, född 5 juli 1873 i Stockholm, död där 7 mars 1926 i Matteus församling, var en svensk skådespelare och filmregissör.
Larsson filmdebuterade som skådespelare 1912 i John Ekmans Säterjäntan och kom att medverka i drygt 50 filmer. Han regisserade också tre filmer: Hälsingar (1923), För hemmet och flickan (1925) och Bröderna Östermans huskors (1925). Hälsingar gillades inte av kritikerna som ansåg den vara amatörmässig, men kom ändå att bli en publiksuccé. Desto bättre kritik fick Larsson för Bröderna Östermans huskors där recensenterna fann filmen underhållande. Filmen kom att bli Larssons sista som regissör då han avled 1926.
William Larsson var gift med skådespelaren Jenny Tschernichin-Larsson. Makarna gravsattes i Gustav Vasa kyrkas kolumbarium i Stockholm.

## Filmografi
Roller
- 1912 – Säterjäntan
- 1912 – I lifvets vår
- 1913 – De lefvande dödas klubb
- 1913 – På livets ödesvägar
- 1913 – När kärleken dödar
- 1913 – En pojke i livets strid
- 1913 – Den okända
- 1913 – Ingeborg Holm
- 1913 – Livets konflikter
- 1913 – Den moderna suffragetten
- 1914 – Halvblod
- 1914 – Skottet
- 1914 – Kammarjunkaren
- 1914 – Bra flicka reder sig själv
- 1914 – Prästen
- 1914 – För sin kärleks skull
- 1914 – Dömen icke
- 1914 – Vägen till mannens hjärta
- 1914 – Högfjällets dotter
- 1915 – Madame de Thèbes
- 1915 – Hämnaren
- 1915 – En förvillelse
- 1915 – Strejken
- 1915 – Hans hustrus förflutna
- 1915 – Dolken
- 1916 – Kärlekens irrfärder
- 1916 – I elfte timmen
- 1916 – Millers dokument
- 1916 – Guldspindeln
- 1917 – Chanson triste
- 1917 – Sin egen slav
- 1917 – Värdshusets hemlighet
- 1917 – Fru Bonnets felsteg
- 1917 – Jungeldrottningens smycke
- 1917 – Thomas Graals bästa film
- 1917 – Skuggan av ett brott
- 1917 – Terje Vigen
- 1917 – Den levande mumien
- 1917 – Miljonarvet
- 1917 – Tösen från Stormyrtorpet
- 1918 – Berg-Ejvind och hans hustru
- 1919 – Dunungen
- 1920 – Karin Ingmarsdotter
- 1920 – Mästerman
- 1920 – Bodakungen
- 1922 – Vem dömer
- 1922 – Kärlekens ögon
- 1923 – Friaren från landsvägen
- 1923 – Hårda viljor
- 1923 – Hälsingar
- 1925 – Styrman Karlssons flammor
- 1925 – För hemmet och flickan

Regi
- 1923 – Hälsingar
- 1925 – För hemmet och flickan
- 1925 – Bröderna Östermans huskors

## Teater

### Roller (ej komplett)
| År   | Roll            | Produktion                                            | Regi          | Teater                                      |
| ---- | --------------- | ----------------------------------------------------- | ------------- | ------------------------------------------- |
| 1913 | Sherlock Holmes | Sherlock Holmes Oscar Wennersten                      | Jean Claesson | Folkets hus teater                          |
| 1921 |                 | Svärmor kommer (Pastor Jussilainen) Gustaf von Numers | Albert Ståhl  | Centralteatern                              |
| 1922 |                 | Älskarinnan (L’Amant de coeur) Louis Verneuil         | Olle Broberg  | Alhambrateatern Flyttad till Centralteatern |